# Молла Алекпер Аджиз
Молла Алекпер Аджиз (азерб. Molla Ələkbər Aciz; 1835, Тебриз, Азербайджан, Каджарское государство — 1899, Ленкорань, Ленкоранский уезд, Бакинская губерния, Российская империя) — азербайджанский поэт XIX века, участник общества «Фёвджул-фюсаха».

## Биография
Молла Алекпер Аджиз родился в 1835 году в Тебризе, где получил образование в медресе. Позже он переехал в Ленкорань и стал активным членом литературного общества «Фёвджул-фюсаха». Поэту принадлежит незавершенный диван. Молла Алекпер скончался в 1899 году в Ленкорани.